# Firefox OS
A Firefox OS (projektnevén Boot To Gecko, B2G) egy Linux-alapú megszűnt nyílt forráskódú operációs rendszer okostelefonokra és táblagépekre, illetve okostévékre. A Mozilla Firefox böngészőt is fejlesztő Mozilla Alapítvány állt a projekt mögött, mivel 2016-ban megszüntette a Mozilla. Funkciója egy teljes körű, közösségi alapú alternatív rendszer mobileszközökre, amely a nyílt szabványokra épít, mint a HTML5, a JavaScript, illetve  önálló alkalmazásbolt. Jellegéből kifolyólag éppúgy az Apple iOS-ének, mint a Google Chrome OS-ének és Android operációs rendszerének kihívója. Először 2012 februárjában mutatták be androidos telefonokon, az első ezt futtató készülék pedig a Raspberry Pi volt. A vásárlók számára elérhető első telefon a ZTE Open volt 2013-ban.
A grandiózusnak szánt tervek nem váltották be a hozzájuk fűzött reményeket, ezért a Mozilla 2016 májusától beszüntette a Firefox OS szoftver fejlesztését a 2.6-os verzióval. A program licencét az Acadine Technologies szerezte meg , amely több korábbi Mozilla-alkalmazottal fejleszti a H5OS-t okoseszközökre.[forrás?]

## A rendszer fejlesztése

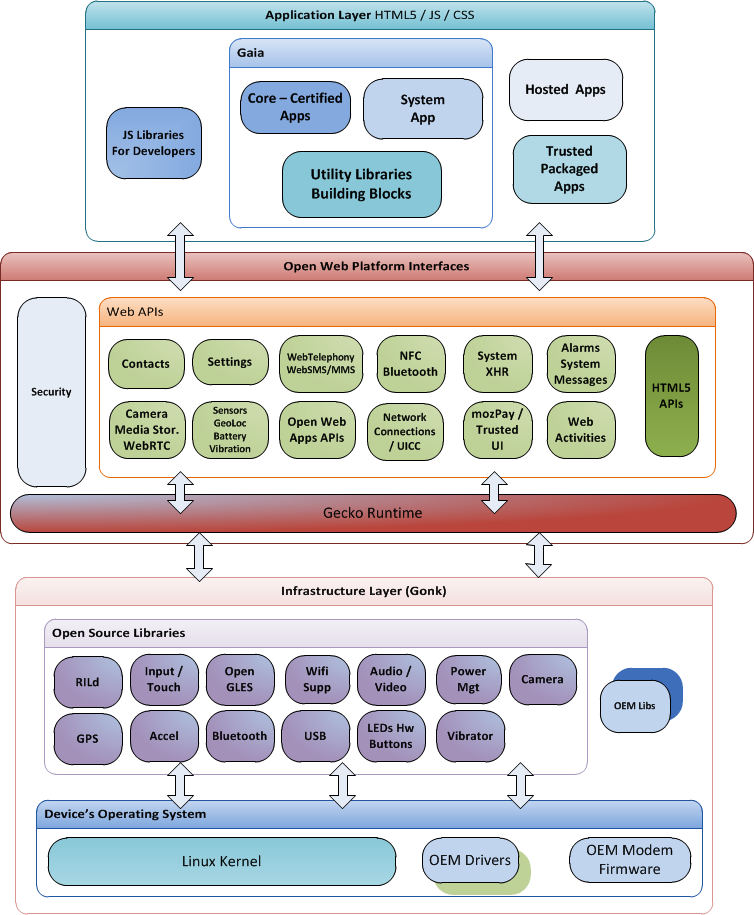
Firefox OS architektúra diagram

A Firefox OS fejlesztésének elsődleges célja az volt, hogy felszámolja a telefonhoz kötöttséget, azaz azt, hogy új készülék vásárlása esetén mindent újra be kelljen állítani. Ezért az operációs rendszer nyílt webes szabványokra épülve készült, alkalmazásai ennek a rendszernek a részét képezik. Következésképpen az alkalmazások lényegében úgy futnak, mintha a böngésző nyitna meg egy külön oldalt, és annak a tartalma töltődne be. A rendszer három részből áll: a Gonk, a Gecko, és a Gaia. A Gonk a Linux-alapú kernel és a hardvervezérlésért felelős folyamat, a Gecko a motor, mely az alkalmazásokat futtatja, és a Gaia a grafikus felület.
Ezek összessége meglehetősen csekély rendszerigényt támaszt, mellyel vélhetően az olcsóbb okostelefonokon várható elterjedése. A minimális rendszerigény az ARMv6 utasításkészlet megléte, az ajánlott pedig az ARMv7 utasításkészlet, Adreno 200 vagy jobb grafikus processzor, 3G és Wi-Fi, gyorsulásmérő, közelségérzékelő, fényérzékelő, és a-GPS.

## Fejlesztése
| Verziószám | Befejezés dátuma (FC) | Megjelenés          | Kódnév | Gecko verzió       | Biztonsági javítások |
| ---------- | --------------------- | ------------------- | ------ | ------------------ | -------------------- |
| 1.0        | 2012. december 22.2   | 2013. február 21.   | TEF    | Gecko 18           | Gecko 18             |
| 1.0.1      | 2013. január 15.      | 2013. szeptember 6. | Shira  | Gecko 18           | Gecko 20             |
| 1.1.0      | 2013. március 29.     | 2013. október 9.    | Leo    | Gecko 18+ (új API) | Gecko 23             |
| 1.1.1      | 2013. március 29.     | 2013. október 9.    | HD     | Gecko 18+ WVGA     | Gecko 23             |
| 1.2.0      | 2013. szeptember 15.  | 2013. december 9.   | Koi    | Gecko 26           | Gecko 26             |
| 1.3.0      | 2014. január 31.      | 2014. március 17,   |        | Gecko 28           | Gecko 28             |
| 1.4.0      | 2014. április 29.     | 2014. június 9.     |        | Gecko 30           | Gecko 30             |
| 2.0.0      | 2014. július 21.      | 2014. szeptember 1. |        | Gecko 32           | Gecko 32             |
| 2.1.0      | 2014. október 13.     | 2014. november 21.  |        | Gecko 34           | Gecko 34             |
| 2.2.0      | 2015. április 29.     | 2015. augusztus 20. |        | Gecko 37           | Gecko 37             |
| 2.5.0      | 2015. november 2.     |                     |        | Gecko 44           | Gecko 44             |
| 2.6.0      | nem végleges          |                     |        |                    |                      |

## Hasonlóságok az Androiddal
Mindkét operációs rendszernek a Linux az alapja, a Firefox OS a képi megjelenítéshez ezen felül a Gecko motort használja. A kódolás HTML, CSS, és JavaScript-alapú, így a Firefox OS tulajdonképpen egy webböngésző, ami ezt a három programnyelvet felhasználva működik. Az Androidban ezzel szemben a Microsoft Windows-hoz hasonlóan minden programokba van kódolva, így a fejlesztői lehetőségei korlátolatlanabbak, így népszerűbb a fejlesztők körében is. Ezzel szemben áll a Firefox OS roppant alacsony rendszerigénye, és az, hogy már eleve minden benne van a szoftverben, amire szükség lehet egy okostelefon használatához.